# Aethopyga
Aethopyga es un género de aves paseriformes perteneciente a la familia Nectariniidae. Sus miembros se encuentran en el sur y sudeste asiático, partes de China y el oeste de la Wallacea.

## Especies
- Aethopyga primigenia - suimanga de Hachisuka;
- Aethopyga boltoni - suimanga de Bolton;
- Aethopyga linaraborae - suimanga de Lina;
- Aethopyga flagrans - suimanga llameante;
- Aethopyga guimarasensis - suimanga de Guimarás;
- Aethopyga pulcherrima - suimanga submontano;
- Aethopyga jefferyi - suimanga montano;
- Aethopyga decorosa - suimanga de Bohol;
- Aethopyga duyvenbodei - suimanga elegante;
- Aethopyga shelleyi - suimanga filipino;
- Aethopyga bella - suimanga hermoso;
- Aethopyga gouldiae - suimanga de Gould;
- Aethopyga nipalensis - suimanga coliverde;
- Aethopyga eximia - suimanga eximio;
- Aethopyga christinae - suimanga de Christina;
- Aethopyga saturata - suimanga gorjinegro;
- Aethopyga siparaja - suimanga siparaja;
- Aethopyga magnifica - suimanga magnífico;
- Aethopyga vigorsii - suimanga de Vigors;
- Aethopyga mystacalis - suimanga de Java;
- Aethopyga temminckii - suimanga de Temminck;
- Aethopyga ignicauda - suimanga colafuego.